# Municipio de Campbell (condado de Warrick)
El municipio de Campbell (en inglés: Campbell Township) es un municipio ubicado en el condado de Warrick en el estado estadounidense de Indiana. En el año 2010 tenía una población de 906 habitantes y una densidad poblacional de 8,71 personas por km².

## Geografía
El municipio de Campbell se encuentra ubicado en las coordenadas 38°5′26″N 87°24′49″O / 38.09056, -87.41361. Según la Oficina del Censo de los Estados Unidos, el municipio tiene una superficie total de 104.04 km², de la cual 102,25 km² corresponden a tierra firme y (1,72 %) 1,79 km² es agua.

## Demografía
Según el censo de 2010, había 906 personas residiendo en el municipio de Campbell. La densidad de población era de 8,71 hab./km². De los 906 habitantes, el municipio de Campbell estaba compuesto por el 97,24 % blancos, el 0,33 % eran afroamericanos, el 0,11 % eran amerindios, el 0,66 % eran asiáticos, el 0,11 % eran de otras razas y el 1,55 % eran de una mezcla de razas. Del total de la población el 0,33 % eran hispanos o latinos de cualquier raza.